# ティリエート
ティリエート(イタリア語: Tiglieto)は、イタリア共和国リグーリア州ジェノヴァ県にある、人口約500人の基礎自治体（コムーネ）。

## 地理

### 位置・広がり

#### 隣接コムーネ
隣接するコムーネは以下の通り。括弧内のALはアレッサンドリア県、SVはサヴォーナ県所属を示す。
- カンポ・リーグレ
- ジェーノヴァ
- マゾーネ
- モラーレ (AL)
- ポンツォーネ (AL)
- ロッシリオーネ
- ウルベ (SV)

### 地震分類
イタリアの地震リスク階級 (it) では、4 に分類される
。

## 行政

### 分離集落
ティリエートには、以下の分離集落（フラツィオーネ）がある。
- Acquabuona, Casavecchia